# Monhystera tasmaniensis
Monhystera tasmaniensis is een rondwormensoort uit de familie van de Monhysteridae. De wetenschappelijke naam van de soort is voor het eerst geldig gepubliceerd in 1927 door Allgén.